# De Danske Sukkerfabrikker
De Danske Sukkerfabrikker A/S (fra 1989 Danisco Sugar Sector under Danisco og siden 2009 en del af Nordic Sugar under Nordzucker, herunder varemærket Dansukker) er en dansk sukkerproducent, som var en selvstændig virksomhed fra 1872 til 1989.
Eksempler på foretagendets tidlige produktion, samt materiale om virksomhedens fabrikker, er i dag udstillet på Danmarks Sukkermuseum i Nakskov.

## Historie
De Danske Sukkerfabrikker A/S blev stiftet den 20. april 1872 under C.F. Tietgens forsæde og med en bestyrelse bestående af højesteretsadvokat Gustav Brock, forsikringsmand Edvard Hvidt, godsejer H.P. Ingerslev, lensbaron Tage Reedtz-Thott og kammerherre Ove Sehestedt Juul samt gehejmekonferensråd C.F. Tietgen som formand. Den forretningsmæssige ledelse overdroges firmaet H. Puggaard & Co. ved Rudolph Puggaard og den tekniske ledelse overkemiker G.A. Hagemann; i 1881 fratrådte Puggaard og erstattedes med Carl Gammeltoft.
Den stiftende aktiekapital var på rdl. 5 mio. fordelt på tre serier. Formålet med sukkerfabrikkerne var at omdanne roerne til sukker. Ved stiftelsen overtoges to ældre københavnske sukkerraffinaderier, nemlig:
Raffinaderiet "Phønix", der lå ved havnen ved enden af Slotsholmsgade, hvor i 1657 Det afrikanske Handelskompagni havde anlagt et sukkerraffinaderi. I 1866 var raffinaderiet af grosserer Bert. Wilhelm Westermann overdraget til Det kjøbenhavnske Skibsrederi og af dette atter i 1872 til Akts. De danske Sukkerfabrikker. Bygningerne var tegnet af J.D. Herholdt. I 1888 ophørte driften af raffinaderiet.
Helsingørsgades Sukkerraffinaderi, som grosserer Ferdinand Tutein (1789-1880) havde købt af sukkerraffinadør Johan Ludvig Surleaus bo i 1833; i 1859 overtog sønnen, William Axel Tutein, raffinaderiet og udlejede det 10 år senere til Det kjøbenhavnske Skibsrederi, der overtog det ved køb i 1872 for allerede samme år at afhænde det til De danske Sukkerfabrikker. Efter raffinaderiets brand i 1912 opførte selskabet et nyt raffinaderi ved Langebro på den i 1897 erhvervede Applebys Plads. Disse bygninger blev tegnet af Emil Jeppesen, senere udvidet ved dennes søn Louis Jeppesen, ramt af engelske bomber 1943 og delvist nedrevet og ombygget 1988.
I 1872 påbegyndte Hagemann anlægget af selskabets første roesukkerfabrik i Odense og i 1880 erhvervedes den samtidig med Odense-fabrikken anlagte Højbygaard Sukkerfabrik i Holeby på Lolland. I 1882 byggedes Nakskov Sukkerfabrik og i 1884 Stege Sukkerfabrik og Assens Sukkerfabrik (med Ludvig Fenger som arkitekt). 1878 planlagde og byggede han fællessukkerkogeriet på Skt. Croix. I 1898 købtes Maribo Sukkerfabrik, der var anlagt året forud af et aktieselskab af samme navn etableret af Sthyr & Kjær, og samtidig overtoges ledelsen af Lyngby Sukkerraffinaderi, som købtes i 1903. I 1910 byggedes Saxkjøbing Sukkerfabrik og i 1934 købtes Sukkerfabrikken Vestsjælland, der fik navnet Gørlev Sukkerfabrik. I 1909 overtoges aktierne i Sukkerraffinaderiet i Store Larsbjørnsstræde, der var grundlagt i 1803 af et interessentskab bestående af justitsråd Neergaard, kaptajn Fabritius, murermester Thrane og sukkermester Smith. Efter fuldførelsen af det nye raffinaderi på Applebyes Plads indstilledes driften på raffinaderiet i store Larsbjørnsstræde i 1914.
Selskabet indgik i 1989 i fusionen Danisco med bl.a. De Danske Spritfabrikker, hvor selskabet fortsatte som datterselskab under navnet Danisco Sugar Section. I 2009 afhændede Danisco sin sukkerdivision til tyske Nordzucker, der omdøbte divisionen til Nordic Sugar.
Bestyrelsen var i året 1950: Professor, dr. phil. Niels Bjerrum (1879-1958), formand, gårdejer, landbrugskandidat B. Laur. Hansen, højesteretssagfører Thorkild Knudtzon, direktør Henry P. Lading (1881-1969), godsejer Karl Langkilde (1884-1952), professor P.E. Raaschou og direktør Paul Wonsild (1886-1963).

## Ledelse
- 1872-1881 Rudolph Puggaard
- 1882-1920 Carl Gammeltoft
- ?-1920 Vigand Lose
- 1897-1921 William Hansen Millinge (teknisk direktør)
- 1920-1944 Adolph Hansen
- 1944-1954 Carl Gammeltoft (1890-1954)
- 1954-1957 Henry Dohn
- 1957-1972 Niels Arnth-Jensen
- 1972-1986 Henning Brüniche-Olsen
- 1986-1989 Palle Marcus
- 1989-2009 Mogens Granborg
- 2009-2012 Thomas B. Olsen
- 2012-2014 Flemming Lyngholm
- 2014-nu Jesper Rokkjær Thomassen

## Bestyrelsesformænd
Denne liste er ufuldstændig; hjælp gerne med at udfylde den.
- 1872-1898 C.F. Tietgen
- 1898-1916 G.A. Hagemann
- 1916-1919 Tage Reedtz-Thott
- 1919-1941 Torben Grut
- 1941-1953 Niels Bjerrum
- 1953-1961 Paul Wonsild
- 1961-1980 Peter F. Heering
- 1980-1986 Knud Overø
- 1986-1989 Hugo Schrøder
- 2009-2010 Hans-Gerd Birlenberg
- 2010-2017 Hartwig Fuchs
- 2017-2019 Sven Jansen
- 2019-2022 Axel Aumüller
- 2022-nu Alexander Godow

### Andre bestyrelsesmedlemmer
- Thorkild Knudtzon, højesteretssagfører
- Karl Langkilde, godsejer
- P.E. Raaschou, professor
- N.O. Hofman-Bang, forstander
- C.C. Clausen, advokat
- Westy Stephensen, nationalbankdirektør
- C.F. Jarl, direktør
- Otto Reedtz-Thott, lensbaron
- L. Wilhjelm
- Ivan Kondrup